# Eutelia porphyrina
Eutelia porphyrina är en fjärilsart som beskrevs av W. Warren 1914. Eutelia porphyrina ingår i släktet Eutelia och familjen nattflyn. Inga underarter finns listade i Catalogue of Life.